# 迪特里希·灿德尔
迪特里希·灿德尔（德語：Dietrich Zander，1951年7月2日—），德国男子赛艇运动员。他曾代表东德参加1972年夏季奥林匹克运动会赛艇比赛，获得男子四人单桨有舵手金牌。